# 31-es busz (Pécs)
A pécsi 31-es jelzésű autóbusz a Belvárost kötötte össze a Tettye városrésszel illetve Haviheggyel. A vasútállomástól indult, érintette a vásárcsarnokot, a Barbakánt, az MTA-székházat, majd a Havi-hegyi úti fordulóig haladva érte el végállomását. Mivel az útvonalon igen meredek szakaszok és éles kanyarok vannak, csak szóló busz közlekedhetett.

## Története
A jelenlegi 31-es busz 2014. szeptember 1-jétől közlekedik. 2016. június 16-ától nyáron is közlekedik. 2023-ban már nem közlekedik: az április 6-tól érvényes térképen már nem szerepel.

## Útvonala
| Főpályaudvar → Barbakán → MTA-székház → Tettye, Havi-hegyi út | Tettye, Havi-hegyi út → MTA-székház → Barbakán → Főpályaudvar |
| --- | --- |
| Főpályaudvar – Vasút utca – Kálvin utca – Bajcsy-Zsilinszky utca – Nagy Lajos Király útja – Szabadság utca – Rákóczi út – Klimó György utca – Bartók Béla utca – Damjanich utca – Jurisics Miklós utca – Angster József utca – Surányi Miklós út – Hunyadi János utca – Magaslati út – Havi-hegyi út – Tettye, Havi-hegyi út | Tettye, Havi-hegyi út vá. – Havi-hegyi út – Magaslati út – Hunyadi János utca – Surányi Miklós út – Angster József utca – Jurisics Miklós utca – Damjanich utca – Bartók Béla utca – Klimó György utca – Rákóczi út – Szabadság utca – Nagy Lajos Király útja – Bajcsy-Zsilinszky utca – Kálvin János utca – Vasút utca – Főpályaudvar |

## Megállóhelyei
| 31 (Főpályaudvar – Tettye, Havihegyi út) |                                 |          | |                                                                              |
| Perc (↓)                                 | Megállóhely                     | Perc (↑) | Megállóhelyet érintő járatok | Létesítmények                                                                |
| 0                                        | Főpályaudvar végállomás         | 20       | 3, 3E, 4, 4Y, 6, 6E, 7, 7Y, 8, 13, 13E, 13Y, 14, 14Y, 15, 15A, 20, 30, 31, 32, 32Y, 33, 34, 34Y, 35, 35Y, 36, 37, 38, 38Y, 39, 40, 41, 41E, 41Y, 42, 42Y, 43, 44, 46, 47, 73, 73Y, 104, 104A, 104E, 104Y, 130, 130A, 140 · Helyközi autóbuszok · Főpályaudvar | Vasútállomás, MÁV Területi Igazgatósága, Autóbusz-állomás                    |
| 2                                        | Vásárcsarnok                    | 18       | 4, 4Y, 13, 13E, 13Y, 15, 15A, 30, 31, 32, 32Y, 33, 34Y, 35Y, 44, 46, 60, 60Y, 103, 104, 104A, 104E, 104Y, 109E, 130, 130A | Vásárcsarnok, Árkád, Távolsági autóbusz-állomás                              |
| 4                                        | Zsolnay-szobor                  | 15       | 2, 2A, 2E, 3, 3E, 6, 6E, 7, 7Y, 8, 13Y, 14, 14Y, 22, 23, 23Y, 24, 25, 26, 26A, 27, 27Y, 28, 28A, 28Y, 29, 30, 31, 32, 32Y, 34, 34Y, 35, 35Y, 36, 37, 38, 38Y, 39, 40, 44, 46, 47, 73, 73Y, 102, 102Y, 103, 107E, 109E, 130, 140                               | Postapalota, OTP, ÁNTSZ, Pécsi ítélőtábla, Pécsi törvényszék, Zsolnay-szobor |
| 6                                        | Kórház tér                      | 13       | 2, 2A, 2E, 25, 26, 26A, 27, 27Y, 28, 28A, 28Y, 29, 30, 31, 32, 32Y, 34, 34Y, 35, 35Y, 36, 37, 44, 46, 47, 102, 102Y, 103, 107E, 109E, 130 | Megyei Kórház, Jakováli Hasszán dzsámija, Hotel Pátria                       |
| 8                                        | Barbakán                        | 11       | 30, 30Y, 31, 32, 32Y, 34, 34Y, 35, 35Y, 36, 103, 130 | Pécsi székesegyház, Barbakán, Ókeresztény sírkamrák, Püspöki palota (Pécs)   |
| 9                                        | Damjanich utca                  | 10       | 31, 32, 32Y, 34Y, 35Y, 36 |                                                                              |
| 10                                       | Szőlőskert                      | 9        | 31, 32, 32Y, 34Y, 35Y, 36 |                                                                              |
| 11                                       | Jurisics Miklós út              | 8        | 31, 32, 32Y, 34Y, 35Y, 36 |                                                                              |
| 12                                       | MTA-székház                     | 7        | 31, 32, 32Y, 34Y, 35Y, 36 |                                                                              |
| 13                                       | Csillagvirág utca               | 7        | 31, 32, 32Y, 34Y, 35Y |                                                                              |
| 14                                       | Kisszkókó dűlő                  | 6        | 31, 32, 32Y, 34Y, 35Y |                                                                              |
| 15                                       | Petőfi ház                      | 5        | 31, 32, 32Y, 34Y, 35Y |                                                                              |
| 16                                       | Surányi Miklós út               | 4        | 31, 32, 32Y, 34Y, 35Y |                                                                              |
| 17                                       | Pálosok                         | 3        | 31, 32, 32Y, 33, 34, 34Y, 35, 35Y |                                                                              |
| 18                                       | Szőlő utca                      | 2        | 31, 32Y, 33 |                                                                              |
| 19                                       | Tettye tér                      | 1        | 31, 32Y, 33 |                                                                              |
| 20                                       | Tettye, Havihegyi út végállomás | 0        | 31, 32Y, 33 |                                                                              |